# Antonio Gades
Pour les articles homonymes, voir Gades.
Antonio Esteve Rodeñas, plus connu sous le pseudonyme d'Antonio Gades, est un danseur de flamenco et chorégraphe espagnol né à Elda (province d'Alicante) le 14 novembre 1936 et mort à Madrid le 20 juillet 2004. Il a contribué à la popularisation du flamenco sur la scène internationale et fut le premier directeur du Ballet Nacional de España.

## Biographie
Peu après sa naissance, sa famille s’installe à Madrid. Le métier de son père, mosaïste, rapportant très peu, Antonio exerce, très jeune, différents boulots avant de s’intéresser à la danse. Il entre à l’Académie en 1952 et obtient son diplôme en moins d’un an puis intègre la troupe de Pilar López Júlvez (es) qu’il considère toujours comme son véritable professeur.
Il quitte la troupe en 1960 pour réaliser une chorégraphie du Boléro de Ravel avec Antonio Gaudi à l’opéra de Rome. À la même époque, il fait une création pour le festival de Spoleto, puis accepte les fonctions de premier danseur, de chorégraphe et de maître de ballet à la Scala de Milan. Il retourne dans son pays et réunit quelques danseurs. Il profite d’un contrat à New York pour augmenter le nombre de danseurs, formant ainsi le noyau central de ce qui sera sa compagnie de ballet.
Au cours de la saison 1968-1969, il reçoit à Paris le prix du Syndicat de la critique qui marque sa consécration. Il se produit alors avec sa compagnie dans le monde entier. En 1978, il est nommé directeur du Ballet Nacional de España. Il monte alors le ballet Noces de sang, inspiré de l’œuvre de Federico Garcia Lorca. Le cinéaste Carlos Saura, qui assiste à une répétition, lui propose d’en faire un film. Programmé au Théâtre de Paris en février 1982, ce ballet ainsi que Suite flamenca obtiennent un véritable triomphe. La collaboration entre Gadès et Saura se renouvelle avec Carmen, dont ils signent ensemble le ballet et le film, primé deux fois au festival de Cannes. La même année, il reçoit la Médaille d'or du mérite des beaux-arts par le ministère espagnol de l'Éducation, de la Culture et des Sports.
Engagé au Parti communiste des peuples d'Espagne depuis les années de la Transition démocratique, il en est membre du Comité Central jusqu’à sa mort. Il est aussi symboliquement membre du Parti communiste de Cuba, alors qu'il se rend régulièrement dans ce pays pour y présenter des spectacles.
En 1989 naît Fuego, inspiré de L'Amour sorcier de Manuel de Falla. Ce ballet suit en quelque sorte le cheminement inverse, puisqu’il s’agit d’une version scénique d’un film de Saura tourné en 1988. En 1995, après trois années sabbatiques, Gadès conçoit Fuenteovejuna, d’après le drame de Lope de Vega. Créée en Italie, cette pièce est ensuite présentée en Espagne et en France, avant de parcourir le monde.
En 1999 il reçoit la Creu de Sant Jordi, distinction décernée par la Generalitat de Catalogne.
Il meurt à Madrid le 20 juillet 2004 d'un cancer, à 67 ans, alors qu'il s’apprêtait à monter la chorégraphie de Don Quichotte.

## Filmographie
- 1963 : Los Tarantos[2] de Francisco Rovira Beleta
- 1967 : El amor brujo de Francisco Rovira Beleta
- 1980 : Noces de sang (Bodas de sangre), de Carlos Saura
- 1983 : Carmen, de Carlos Saura
- 1986 : L'Amour sorcier (El amor brujo), de Carlos Saura